# مشاور ازدواج تورا-سان
مشاور ازدواج تورا-سان (انگلیسی: Marriage Counselor Tora-san) یک فیلم کمدی ژاپنی محصول ۱۹۸۴ به کارگردانی یوجی یامادا است. این فیلم سی و سومین فیلم از مجموعه محبوب و طولانی‌مدت اوتوکو وا تسورای یو است.

## خلاصه
در شیباماتا، توکیو، خانواده تورا سان برای عروسی دختر تاکو آماده می‌شوند. در همین حال، تورا سان مسافر با یک آشنای قدیمی در استان ایواته ملاقات می‌کند. تورا سان از نوشیدن مشروب با او امتناع می‌کند، زیرا می‌ترسد که آن آشنا که اکنون مستقر و متأهل است، دوباره مجذوب وجود سرگردان تورا سان شود. تورا سان جذب یک آرایشگر زن می‌شود، اما باید رابطه‌شان را قطع کند تا او نیز بتواند زندگی پایداری داشته باشد. زن آرایشگر درعوض با یک موتورسوار وارد یک رابطه مخرب می‌شود.

## ارزیابی انتقادی
استوارت گالبریث چهارم می‌نویسد که «مشاور ازدواج تورا سان» مدخل بهتری در مجموعه «اوتوکو وا تسورای یو» دارد، اگرچه تفاوت قابل توجهی با سایر فیلم‌های این مجموعه دارد. موضوع زندگی سرگردان تورا سان به جای سبک‌دلی، خشن به تصویر کشیده می‌شود و زندگی پایدار خانواده او در پرتو مثبت‌تری نشان داده می‌شود. گالبریث نتیجه می‌گیرد: «مشاور ازدواج تورا سان» با لحن تیره‌تر و ساختار غیرمعمولش مانند هوای تازه ای است که به دنبال چند قسمت اخیر مجموعه که تا حدودی تکراری است، ساخته شده‌است. سایت آلمانی زبان molodezhnaja به «مشاور ازدواج تورا سان» سه و نیم ستاره از پنج ستاره می‌دهد.